# Битва при Тегеї
Битва при Тегеї (або Битва за кайдани) - це конфлікт між Спартою та її північним сусідом — Тегеєю. Він стався в період, коли Спарта прагнула розширити свої володіння та підкорити народ Аркадії, розташований у центральній частині Пелопоннесу. Про цю подію розповідає Геродот, хоча він не вказує точної дати, лише зазначає, що вона мала місце після реформ, проведених законодавцем Лікургом. Саме тоді спартанське суспільство було реорганізоване на військовий лад, який зробив його відомим у періоди архаїчної та класичної Греції.

## Перебіг подій
Унаслідок реформ Лікурга спартанці досягли стабільного правління. Після його смерті вони спорудили на його честь святилище та з великою пошаною вшановували його пам’ять. Родючі землі та численне населення сприяли швидкому розвитку Спарти — вона процвітала й зміцнювала свою міць. Відчуваючи впевненість у власній перевазі над аркадянами, спартанці вже не бажали жити в мирі. Вони звернулися до дельфійського оракула, просячи дати їм усю Аркадію. Піфія дала відповідь:
|  | Аркадії ти просиш — забагато просиш, і я її не дам. В Аркадії живуть їдці жолудів, і їх багато, і вони тебе спинять. Та не всіх я тобі відмовляю — Тегею я дам: танцювальний майданчик, щоб ступати, прекрасну рівнину, щоб ти її мотузкою міряв. |

Отримавши цю відповідь, спартанці вирішили не домагатися всієї Аркадії, а зосередитися на захопленні Тегеї. Невірно витлумачивши пророцтво, вони вирушили в похід, взявши із собою кайдани, сподіваючись поневолити тегейців. Однак у битві зазнали поразки, і ті, хто потрапив у полон, самі стали рабами, працюючи на тегейській рівнині, яку міряли мотузками, у кайданах, які привезли для своїх майбутніх бранців. Ці кайдани, за словами Геродота, навіть у його час зберігалися в храмі Афіни Алеї в Тегеї. 

## Додатково
Коли була ця битва, невідомо. Кажуть, що, ймовірно, вона могла статися близько 560 року.